# Четиринадесета воденска дружина
Четиринадесета воденска дружина е военна част от Македоно-одринското опълчение. Формирана е на 3 март 1913 година в Кешан, като в състава ѝ са включени бивши войводи и четници от Партизанските формирования на МОО, участвали в Балканската война. Ротните командири и офицерския състав са извадени от състава на 2-ра пехотна тракийска и 7-а пехотна рилска дивизия. Дружината е разформирана на 10 септември 1913 година.

## Команден състав
- Командир на дружината: Капитан Григор Христов
- Адютант: Матей Геров
- 1-ва рота: Подпоручик Милош Данов
- 2-ра рота: Подпоручик Михаил Попконстантинов†
- 3-та рота: Подпоручик Цаню Ночев
- 4-та рота: Подпоручик Ангел Костадинчев
- Нестроева рота: Михаил Константинов
- Завеждащ прехраната: Янаки Траянов
- Ковчежник: Тодор Паница
- Младши офицери: Подполковник Михаил Радев – с чета
- Офицерски кандидат Петър Димитров
- Нестроева рота: Никола Тахтунов
- Завеждащ прехраната: Александър Джиков
- Ковчежник: Чудомир Кантарджиев[2]

## Известни доброволци
- Ангел Диамандиев
- Андон Качарков
- Аргир Манасиев
- Гоно Ванев
- Григор Джинджифилов
- Иван Гърнев
- Методи Алексиев
- Милош Данов
- Мино Пържолов
- Серафим Арсов
- Стойко Бакалов
- Стоян Карамихайлов
- Цветко Бизев
- Янко Желязков

## Боен път
През Междусъюзническата война дружината участва в боевете със сърбите при Злетово, Пашаджиково, Парадли, Каменица, Султан тепе, Говедарник и Повиен.